# Рієка (притока Кисуці)
Рієка (словац. Rieka) — річка; права притока Кицуці, протікає в окрузі Чадця.
Довжина приблизно 5,0—5,5 км. Витік знаходиться в масиві Яворники (геоморфологічна підодиниця Високі Яворники); схил гори Войтов верх) — на висоті приблизно 800 метрів.
Протікає територією міста Чадця. Впадає в Кисуцю на висоті приблизно 405-410 метрів.